# Cristóbal Guadalajara
Cristóbal Guadalajara (n. en la Ciudad de México, m. en Puebla de los Ángeles siglo XVII) fue un sacerdote, matemático, investigador, historiador, geógrafo y cartógrafo mexicano.
Es autor de obras sobre la cartografía e historia de México. Especializado en documentos antiguos. Colaboró en 1697 en las investigaciones del napolitano Giovanni Francesco Gemelli Careri, quien lo menciona en su obra Giro Intorno al Mondo, agradeciéndole sus aportaciones de antigüedades mexicanas. 

## Obras
- Mapa del Lago Mexicano Es un mapa hidrográfico.